# Canyon Raiders
Canyon Raiders è un film del 1951 diretto da Lewis D. Collins.
È un western statunitense con Whip Wilson, Fuzzy Knight e Jim Bannon.

## Produzione
Il film, diretto da Lewis D. Collins su una sceneggiatura di Jay Gilgore, fu prodotto da Vincent M. Fennelly per la Frontier Pictures e girato nell'Iverson Ranch a Chatsworth, Los Angeles, California, dal 29 gennaio all'inizio di febbraio 1951. Il titolo di lavorazione fu Wild Horse Canyon.

## Distribuzione
Il film fu distribuito negli Stati Uniti dall'8 aprile 1951 al cinema dalla Monogram Pictures.

## Promozione
Le tagline sono:
- FURIOUS RANGE ACTION!
- OUTLAW MARAUDERS! terrorize wild horse valley!
- COWBOY DAREDEVIL BLASTS OUTLAW TERROR TRAP!
- Whip stalks wild horse plunderers to the gun-swept stronghold!
- BLAZING.45's Deal Justice To Horse Rustlers!